# 一氧化四磷
一氧化四磷是一种无机化合物，化学式为P4O。结构为P4(=O)的物质曾被认为是白磷在空气中氧化的产物之一，但红外光谱未能观测到这一物种的存在，只分辨出了P2O、OPOPO、O2PPO2、PO2、PO2−和PO3−等物种。
另一种环状的P4O（氧杂四磷唑）可由P2O和P2反应得到。

## 拓展阅读
- David Leonard Chapman, F. Austin Lidbury. . J. Chem. Soc., Trans. 1899, 75 (0): 973–978  [2021-06-07]. ISSN 0368-1645. doi:10.1039/CT8997500973 （英语）.